# Pseudicius pseudoicioides
Pseudicius pseudoicioides là một loài nhện trong họ Salticidae.
Loài này thuộc chi Pseudicius. Pseudicius pseudoicioides được Lodovico di Caporiacco miêu tả năm 1935.